# Dicranoweisia brevipes
Dicranoweisia brevipes är en bladmossart som beskrevs av Jules Cardot 1905. Dicranoweisia brevipes ingår i släktet snurrmossor, och familjen Dicranaceae. Inga underarter finns listade i Catalogue of Life.